# Rodney A. Grant
Rodney Arnold Grant (ur. 9 marca 1959 w Nebraska) – amerykański aktor filmowy i telewizyjny,  występował w roli „Wiatru we Włosach” (Lakota: Pȟehíŋ Otȟáte) w westernie Kevina Costnera Tańczący z wilkami z 1990 roku.

## Życiorys
Urodził się jako rdzenny Amerykanin w plemieniu Winebagoów. Wychowywał się w rezerwacie Omaha w Macy w amerykańskim stanie Nebraska. Jego rodzice opuścili go, a następnie przez okres od sześciu miesięcy od jego narodzin do roku 1982 wychowywali go dziadkowie.
Grał także w filmach takich jak: Na wojennej ścieżce (Powwow Highway, 1989), Geronimo: amerykańska legenda (1993) czy W krainie białych wilków (2000).
W 1991 został wybrany jako jeden z 50. najpiękniejszych ludzi na świecie przez czytelników magazynu „People”.
W latach 1994–1995 wystąpił jako Chingachgook w 22. odcinkach serialu Sokole Oko (Hawkeye). W 1998 pojawił się w jednym z odcinków serialu Gwiezdne wrota (Stargate SG-1) – pt. „Spirits” jako Tonané.
Wspiera organizacje charytatywne, a szczególnie zaangażowany jest w projekt wspierania indiańskiej młodzieży.
Ma trzy córki, z których dwie mieszkają z matką – jego pierwszą żoną. Z obecną żoną Lee-Anne ma syna Waltera. Osiedlił się w południowej Kalifornii.

## Filmografia
- 1989: Na wojennej ścieżce (Powwow Highway) jako Odważny na Koniu
- 1990: Tańczący z wilkami (Dances with Wolves) jako Wiatr we Włosach
- 1991: Syn Gwiazdy Porannej (Son of the Morning Star) jako Szalony Koń
- 1991: The Doors jako bywalec Barney’s
- 1992: Księżyc Lakoty (Lakota Moon) jako Kills First
- 1992: Genghis Khan jako Jamuga
- 1993: Dark Blood Indianin 3
- 1993: Geronimo: amerykańska legenda (Geronimo: An American Legend) jako Mangas
- 1996: Belfer (The Substitute) jako Johnny Glades
- 1997: Biała squaw
- 1999: Bardzo Dziki Zachód (Wild, Wild West) jako Hudson
- 2000: W krainie białych wilków (White Wolves III: Cry of the White Wolf) jako Quentin
- 2002: Marzenie (Just a Dream) jako Cecil Running Bear
- 2010: Genghis Khan: The Story of a Lifetime jako Jamuga